# Но Сон Ён
Но Сон Ён (кор. 노선영) — южно-корейская конькобежка. Чемпионка мира среди юниоров (2007), чемпионка Азиатских игр 2011 года в масс-старте и командной гонке, участница Зимних Олимпийских игр 2006 и 2010 годов.

## Биография
Участвовала в чемпионатах мира среди юниоров в 2005, 2006 и 2007 годах. В 2007 году выиграла по сумме многоборья.
На Олимпийских играх 2006 года в Турине участвовала на двух дистанциях, стала 32-й на 1500 м и 19-й на 3000 м.
На Олимпийских играх 2010 года в Ванкувере стала 30-й на 1500 м, 19-й на 3000 м и 8-й в командной гонке.
На Азиатских играх 2011 года в Астане завоевала три медали, выиграла масс-старт и в командной гонке, стала второй на 1500 м.
Младший брат Сон Ён — Но Джин Гю (1992—2016) — многократный чемпион мира по шорт-треку.